# Ein Dor
Ein Dor (en hebreo עין דור) es un kibutz situado en el consejo regional del Valle de Jezreel o Llanura de Esdrelón, Baja Galilea, en el norte de Israel. Cuenta con 430 miembros y candidatos, con una población cercana a los 800 habitantes.

## Geografía
Está situado en las coordenadas 32° 39' 30N y 35° 25' 0E, cerca del Monte Tabor, a 3 km del poblado bíblico de Endor, a una altitud de 79 m sobre el nivel del mar. Se encuentra rodeado por las aldeas de Kafr Masar y Tamra al sur, Umm el Ghanem al oeste y Shibli al norte, el consejo local de Kfar Tavor al norte y el moshav Kfar Qish al este.

## Historia
Ein Dor fue fundado en 1948 por miembros del movimiento juvenil Hashomer Hatzair, cerca de la bíblica Endor. Los fundadores fueron en principio israelíes, húngaros y estadounidenses, con una aportación posterior de chilenos y uruguayos. 

## Economía y turismo
La fuente de renta principal es una fábrica de cables para telecomunicaciones y electrónica. Otras fuentes son la agricultura, una clínica veterinaria de animales domésticos, una planta maderera y una escuela primaria y secundaria administrada conjuntamente con el cercano kibutz Gazit. La localidad cuenta además con un museo arqueológico regional que contiene hallazgos del área del kibutz desde la prehistoria hasta la antigüedad. En Ein Dor hay además un centro de meditación y peregrinación budista, la Newman Society. 

## Contexto bíblico
Ein Dor es mencionado en la Biblia como Endor. Después de la muerte del Profeta Samuel, el Rey Saúl fue a Endor a ver a una médium para entrar en contacto con el espíritu del Profeta Samuel. En la profecía le es revelado que su ejército será vencido y que él y sus hijos morirían en batalla. (Samuel 28:3-19)

## Enlaces
- Teldor Cables and Wires
- Museo arqueológico
- Centro de meditación Newman Society
- Sitio en inglés del Consejo regional del Valle de Jezreel (enlace roto disponible en Internet Archive; véase el historial, la primera versión y la última).

- Datos: Q2916646
- Multimedia: Ein Dor / Q2916646

1. ↑  Worldpostalcodes.org,código postal n.º 19335.